# Fantidrongo
De fantidrongo (Dicrurus modestus atactus) is een zangvogel uit de familie van de drongo's. Deze soort drongo werd in 1899 als ondersoort van de bosdrongo (D. modestus) geldig beschreven door Harry Church Oberholser. Op grond van in 2018 gepubliceerd onderzoek zou dit taxon als soort beschouwd kunnen worden, echter in de versie 13.2 staat hij weer als ondersoort op de IOC World Bird List.

## Verspreiding en leefgebied
De soort komt voor ivan Sierra Leone tot zuidwestelijk Nigeria.